# Mildred Dresselhaus
Mildred Dresselhaus (Nova Iorque, 11 de novembro de 1930 – Boston, 20 de fevereiro de 2017) foi uma física estadunidense, apelidada de "Rainha do Carbono" por sua pesquisa pioneira sobre as propriedades fundamentais desse elemento. Mildred também foi famosa por seus esforços para promover a causa das mulheres na ciência e na educação feminina.
Em 2014, entrou para o National Inventors Hall of Fame.

## Biografia
Mildred nasceu em 1930, no bairro do Brooklyn, em Nova Iorque, filha de Ethel (Teichtheil) e Meyer Spiewak, judeus poloneses imigrantes. Criada no Bronx, Mildred se formou no ensino médio e aconselhada pela futura ganhadora do Nobel, Rosalyn Yalow, resolveu buscar uma graduação em física. Ela estudou então na Universidade de Cambridge, com uma bolsa de estudos, na Universidade Harvard, onde fez seu mestrado e na Universidade de Chicago onde em 1958 defendeu o doutorado, tendo estudado com o laureado pelo Nobel, Enrico Fermi. Em seguida, ela passou dois anos na Cornell University fazendo seu pós-doutorado antes de se mudar para o Lincoln Lab, de onde se tornou parte da equipe.

## Carreira
Mildred trabalhou durante 57 anos no Instituto de Tecnologia de Massachusetts. Foi primeiro professora visitante na área de engenharia elétrica, em 1967, tornando-se professora de física em 1983. Em 1985, foi indicada como professora titular da instituição, tendo sido a primeira mulher nesta posição.
Em 1990, ela recebeu a Medalha Nacional de Ciências em reconhecimento por seu trabalho com as propriedades elétricas dos materiais, bem como por proporcionar oportunidades para as mulheres nas áreas de ciência e engenharia. Em 2005, foi premiada no 11º Annual Heinz Award, na categoria de Tecnologia, Economia e Emprego. Em 2008 recebeu a Medalha Oersted e em 2015, a Medalha de Honra IEEE.

## Vida pessoal
Mildred foi casada com Gene Dresselhaus, físico que descobriu o Efeito Dresselhaus, com quem teve quatro filhos: Marianne, Carl, Paul, e Elliot; e 5 netos.

## Morte
Mildred esteve internada no Hospital Mount Auburn, em Cambridge, Massachusetts, por vários dias, com a saúde frágil, e morreu no dia 20 de fevereiro de 2017, aos 86 anos.

## Prêmios e condecorações
- 2000 Prêmio Weizmann de Mulheres na Ciência

## Publicações selecionadas
- Dresselhaus, M. S.; et.al. "Analysis of Picosecond Pulsed Laser Melted Graphite", Massachusetts Institute of Technology, Universidade Harvard, Laboratório Nacional de Los Alamos, Departamento de Energia dos Estados Unidos, (December 1986).
- Dresselhaus, M. S.; et.al. "The Transport Properties of Activated Carbon Fibers", Laboratório Nacional de Lawrence Livermore, Departamento de Energia dos Estados Unidos, (July 1990).
- Dresselhaus, M. S.; et.al. "Photoconductivity of Activated Carbon Fibers", Laboratório Nacional de Lawrence Livermore, Departamento de Energia dos Estados Unidos, (August 1990).
- Dresselhaus, M. S.; et.al. "Synthesis and Evaluation of Single Layer, Bilayer, and Multilayer Thermoelectric Thin Films", Laboratório Nacional de Lawrence Livermore, Departamento de Energia dos Estados Unidos, (January 20, 1995).
- M. S. Dresselhaus & P. C. Eklund (2000). «Phonons in carbon nanotubes» (PDF). Advances in Physics. 49 (6): 705. Bibcode:2000AdPhy..49..705D. doi:10.1080/000187300413184. Consultado em 8 de novembro de 2016. Arquivado do original (PDF) em 9 de janeiro de 2007
- M. S. Dresselhaus; G. Samsonidze; S. G. Chou; G. Dresselhaus; J. Jiang; R. Saito & A. Jorio. «Recent Advances in Carbon Nanotube Photo-physics» (PDF). Consultado em 8 de novembro de 2016. Arquivado do original (PDF) em 2 de julho de 2006
- M. S. Dresselhaus & G. Dresselhaus (2002). «Intercalation Compounds of Graphite» (PDF). Advances in Physics. 51 (1): 1. Bibcode:2002AdPhy..51....1D. doi:10.1080/00018730110113644. Consultado em 8 de novembro de 2016. Arquivado do original (PDF) em 9 de janeiro de 2007
- M. S. Dresselhaus (2004). «Big Opportunities for Small Objects» (PDF). Materials Today Magazine. 5 (11): 48. doi:10.1016/S1369-7021(02)01164-1. Consultado em 8 de novembro de 2016. Arquivado do original (PDF) em 9 de janeiro de 2007
- M. S. Dresselhaus, G. Dresselhaus and A. Jorio (2004). «Unusual Properties and Structures of Carbon Nanotubes» (PDF). Annual Review of Materials Research. 34 (1): 247. Bibcode:2004AnRMS..34..247D. doi:10.1146/annurev.matsci.34.040203.114607. Consultado em 8 de novembro de 2016. Arquivado do original (PDF) em 11 de janeiro de 2006
- M. S. Dresselhaus, G. Dresselhaus, R. Saito and A. Jorio (2005). «Raman Spectroscopy of Carbon Nanotubes» (PDF). Physics Reports. 409 (2): 47. Bibcode:2005PhR...409...47D. doi:10.1016/j.physrep.2004.10.006. Consultado em 8 de novembro de 2016. Arquivado do original (PDF) em 9 de janeiro de 2007
- M. S. Dresselhaus & H. Dai (2004). «Carbon Nanotubes: Continued Innovations and Challenges». MRS Bulletin. 29: 237. doi:10.1557/mrs2004.74
- J. Heremans & M. S. Dresselhaus (2005). «Low Dimensional Thermoelectricity» (PDF). CRC Handbook - Molecular and Nano-electronics: Concepts, Challenges, and Designs. Consultado em 8 de novembro de 2016. Arquivado do original (PDF) em 9 de janeiro de 2007
- M. S. Dresselhaus, R. Saito and A. Jorio (2004). «Semiconducting Carbon Nanotubes» (PDF). Proceedings of ICPS-27. Consultado em 8 de novembro de 2016. Arquivado do original (PDF) em 9 de janeiro de 2007
- S. G. Chou, F. Plentz-Filho, J. Jiang, R. Saito, D. Nezich, H. B. Ribeiro, A. Jorio, M. A. Pimenta, G. Samsonidze, A. P. Santos, M. Zheng, G. B. Onoa, E. D. Semke, G. Dresselhaus and M. S. Dresselhaus (2005). «Photo-excited Electron Relaxation Process Observed in Photoluminescence Spectroscopy of DNA-wrapped Carbon Nanotube». Physical Review Letters. 94 (12): 127402. Bibcode:2005PhRvL..94l7402C. doi:10.1103/PhysRevLett.94.127402
- M. S. Dresselhaus (2004). «Nanotubes: a step in synthesis». Nature Materials. 3 (10): 665–6. Bibcode:2004NatMa...3..665D. PMID 15467687. doi:10.1038/nmat1232
- M. S. Dresselhaus (2004). «Applied Physics: Nanotube Antennas». Nature Materials. 432 (7020): 959–60. Bibcode:2004Natur.432..959D. PMID 15616541. doi:10.1038/432959a
- S. B. Fagan, A. G. Souza-Filho, J. Mendes-Filho, P. Corio and M. S. Dresselhaus (2005). «Electronic Properties of Ag- and CrO3-filled Single-wall Carbon Nanotubes» (PDF). Chemical Physics Letters. 406 (1-3): 54. Bibcode:2005CPL...406...54F. doi:10.1016/j.cplett.2005.02.091. Consultado em 8 de novembro de 2016. Arquivado do original (PDF) em 9 de janeiro de 2007
- Y. A. Kim, H. Muramatsu, T. Hayashi, M. Endo, M. Terrones and M. S. Dresselhaus (2004). «Thermal Stability and Structural Changes of Double-walled Carbon Nanotubes by Heat Treatment» (PDF). Chemical Physics Letters. 398 (1-3): 87. Bibcode:2004CPL...398...87K. doi:10.1016/j.cplett.2004.09.024. Consultado em 8 de novembro de 2016. Arquivado do original (PDF) em 9 de janeiro de 2007
- G. Samsonidze, R. Saito, N. Kobayashi, A. Gruneis, J. Jiang, A. Jorio, S. G. Chou, G. Dresselhaus and M. S. Dresselhaus (2004). «Family Behavior of the Optical Transition Energies in Single-wall Carbon Nanotubes of Smaller Diameters» (PDF). Applied Physics Letters. 85 (23): 5703. Bibcode:2004ApPhL..85.5703S. doi:10.1063/1.1829160. Consultado em 8 de novembro de 2016. Arquivado do original (PDF) em 11 de janeiro de 2006
- S. G. Chou, H. B. Ribeiro, E. Barros, A. P. Santos, D. Nezich, G. Samsonidze, C. Fantini, M. A. Pimenta, A. Jorio, F. Pletz-Filho, M. S. Dresselhaus, G. Dresselhaus, R. Saito, M. Zheng, G. B. Onoa, E. D. Semke, A. K. Swan, B. B. Goldberg and M. S. Unlu (2004). «Optical Characterization of DNA-wrapped Carbon Nanotube Hybrids» (PDF). Chemical Physics Letters. 397 (4-6): 296. Bibcode:2004CPL...397..296C. doi:10.1016/j.cplett.2004.08.117. Consultado em 8 de novembro de 2016. Arquivado do original (PDF) em 11 de janeiro de 2006
- E. I. Rogacheva, O. N. Nashchekina, A. V. Meriuts, S. G. Lyubchenko, O. Vekhov, M. S. Dresselhaus and G. Dresselhaus (2005). «Quantum Size Effects in PbTe/SnTe/PbTe Heterostructures». Applied Physics Letters. 86 (6): 063103. Bibcode:2005ApPhL..86f3103R. doi:10.1063/1.1862338
- H. Son; Y. Hori; S. G. Chou; D. Nezich; G. Samsonidze; E. Barros; G. Dresselhaus; M. S. Dresselhaus (2004). «Environment Effects on the Raman Spectra of Individual Single-wall Carbon Nanotubes: Suspended and Grown on Polycrystalline Silicon» (PDF). Applied Physics Letters. 85 (20): 4744. Bibcode:2004ApPhL..85.4744S. doi:10.1063/1.1818739. Consultado em 8 de novembro de 2016. Arquivado do original (PDF) em 9 de janeiro de 2007
- C. Fantini, A. Jorio, M. Souza, A. J. Mai Jr., M. S. Strano, M. A. Pimenta and M. S. Dresselhaus (2004). «Optical Transition Energies and Radial Breathing Modes for HiPco Carbon Nanotubes from Raman Spectroscopy» (PDF). Physical Review Letters. 93 (14): 147406. Bibcode:2004PhRvL..93n7406F. PMID 15524844. doi:10.1103/PhysRevLett.93.147406. Consultado em 8 de novembro de 2016. Arquivado do original (PDF) em 9 de janeiro de 2007
- S. B. Cronin, A. K. Swan, M. S. Unlu, B. B. Goldberg, M. S. Dresselhaus and M. Tinkham (2004). «Measuring Uniaxial Strain in Individual Single-wall Carbon Nanotubes: Resonance Raman Spectra of AFM Modified SWNTs» (PDF). Physical Review Letters. 93 (16): 167401. Bibcode:2004PhRvL..93p7401C. doi:10.1103/PhysRevLett.93.167401. Consultado em 8 de novembro de 2016. Arquivado do original (PDF) em 11 de janeiro de 2006
- Dresselhaus, M. S.; et.al. "Iron-Doped Carbon Aerogels: Novel Porous Substrates for Direct Growth of Carbon Nanotubes", Laboratório Nacional de Lawrence Livermore, Departamento de Energia dos Estados Unidos, (February 20, 2007).